# Уест Мърси
Уест Мърси (на английски: West Mersea) е малък град в церемониално графство Есекс, Англия. Градът е разположен на няколко островчета. В близост до града се намира град Колчестър. Градът има също яхтен клуб и спасителна станция.

## История
За първи път на територията на града стъпва Едуард Изповедника, от френско абатство, през 1046 г.
През 1963 г., непосредствено до яхтения клуб, е създадена спасителна станция – една от първите десет спасителни станции по британските острови.